# Angelo Fumagalli
Angelo Fumagalli (1728-1804) foi um historiador  e abade da Cister.
A cronologia dos primeiros dez e sete anos do reino dos Longobardos está muito confusa: nem Muratori, nem Fumagalli, nem Lupi ilustraram-na suficientemente (Cessar Cantù: "História universal", 1855)

## Biografia
Entra em sua juventude na Ordem do Cister e associa os estudos de sua profissão monástica e de teologia  com as línguas orientais e a história da sua pátria.
Angelo encontra recursos nas ricas imagems de seu convento, a abadia de Santo Ambrósio, e os direitos de soberania do feudo de Lombardia. Os primeiros frutos do seus estudos foram dois disertações antes dos trinta anos: um tratado sobre as origens da idolatria e o outro um manuscrito grego sobre a liturgia ambrosiana.
A erudição de Angelo abraça igualmente sujeitos literários e sujeitos religiosos e escreve a vida de Francisco Cicercio, sábio do século XVI, e escreve do pai Rancati, quem tinha falado do espinhoso tema do janseísmo.
Posteriormente, seus superiores enviaram-lhe a Roma onde ensinou como professor teologia e diplomacia. A seu regresso a Milão em 1773 foi leitor em seu monastério. Posteriormente foi nomeado abade e obteve os direitos de uma papelaria e uma imprenta, independente da autoridade dos duques de Milão, em interesse da instrução de seus compatriotas.
A imprenta de San Ambrosio enriquece Itália com uma edição de "História da arte do desenho dos antigos", de Winkelmann, traduzido do original alemão ao italiano pelo abade Amoretti e anotado por Fumagalli.
A prosperidade territorial de sua pátria ocupam as suas meditações tanto como a glória da província de Lombardia e faz algumas memórias sobre a irrigação dos prados, sobre os terrenos de Lombardia onde se tinham plantado oliveiras do século IV ao X. Outra obra importante sua considerada clássica é "Instituições diplomáticas".
Fumagalli foi um dos trinta membros do Instituto de Ciências, Artes e Letras pensionados pelo governo; mas a exclusão da sua Ordem provoca-lhe uma mudança mortal e falece aos 66 anos.

## Obras
- Spiegazione della carta topografica dell'antico Milano..., Milano, 1964.
- Sull'origine dell'idolatria, 1757.
- Sopra un codice greco della liturgia ambrosiana
- La vita del padre abate Rancati, Brescia, 1762.
- La vita del celebre letterato del secolo  XVI Francesco Cicercio, Milão, 1782, 12 livros (publicada a obra com as cartas de Cicercio pelo abade Casati)
- Le Vicende di Milano durante la guerra di Federico I,...., Santo Ambrôsio, 1778.
- Storia delle arti del disegno presso gli antichi,..., Santo Ambrôsio, 1779.
- Delle antichità Longobardico-Milanesi illustrate con dissertazione, Santo Ambrôiso, 1794, 4 vols.
- Delle istituzioni diplomatiche, Milão, 1802, 2 vols.
- Codice diplomatico Sant'Ambrosiano, Milão, 1805. (reeditada Milão, 1971)
- Memoria storica ad economica sull'irrigazione de prati
- Abozzo della polizia del regno Longobardico, Bologna, 1809.